# Danielle Sapia
Danielle Marie Sapia (Contra Costa, 9 ottobre 1972) è un'attrice statunitense.

## Vita privata
Danielle si è sposata nel 2005 con Gregg Adam Gellman. La coppia ha divorziato nel 2008.

## Filmografia parziale

### Cinema
- Grand Theft Parsons, regia di David Caffrey - Girl at Joshua Tree Inn (2003)
- Between Truth and Lies, regia di John Bradshaw (2006)
- The Take - Falso indiziato, regia di Brad Furman (2007)

### Televisione
- Passion - Lori - Serie TV (2003)
- Criminal Minds - episodio 3x03 - Serie TV (2005)
- Dirt - episodio 1x13 - Serie TV (2007)
- True Blood - episodi 1x01, 1x02 - Serie TV (2008)
- Warren the Ape - episodio 1x01 - Serie TV (2010)
- Cinema Verite - Misty - (2011)